# Хайнрих Бьол (награда)
Литературната награда „Хайнрих Бьол“ (на немски: Heinrich-Böll-Preis) е учредена през 1980 г. от град Кьолн в памет на носителя на Нобелова награда за литература и почетен гражданин на Кьолн Хайнрих Бьол.
Отличието е оценка за цялостното литературно творчество на лауреата и се присъжда на всеки две години.
Паричната премия е в размер на 30 000 €.

## Носители на наградата (подбор)
- Петер Вайс (1981)
- Волфдитрих Шнуре (1982)
- Уве Йонзон (1983)
- Хелмут Хайсенбютел (1984)
- Ханс Магнус Енценсбергер (1985)
- Елфриде Йелинек (1986)
- Дитер Велерсхоф (1988)
- Бригите Кронауер (1989)
- Гюнтер де Бройн (1990)
- Райналд Гьоц (1991)
- Ханс Йоахим Шедлих (1992)
- Александер Клуге (1993)
- Юрген Бекер (1995)
- В. Г. Зебалд (1997)
- Герхард Майер (1999)
- Марсел Байер (2001)
- Ане Дуден (2003)
- Ралф Ротман (2005)
- Кристоф Рансмайр (2007)
- Уве Тим (2009)
- Улрих Пелцер (2011)
- Ева Менасе (2013)
- Херта Мюлер (2015)
- Илия Троянов (2017)